# Gyrinidae

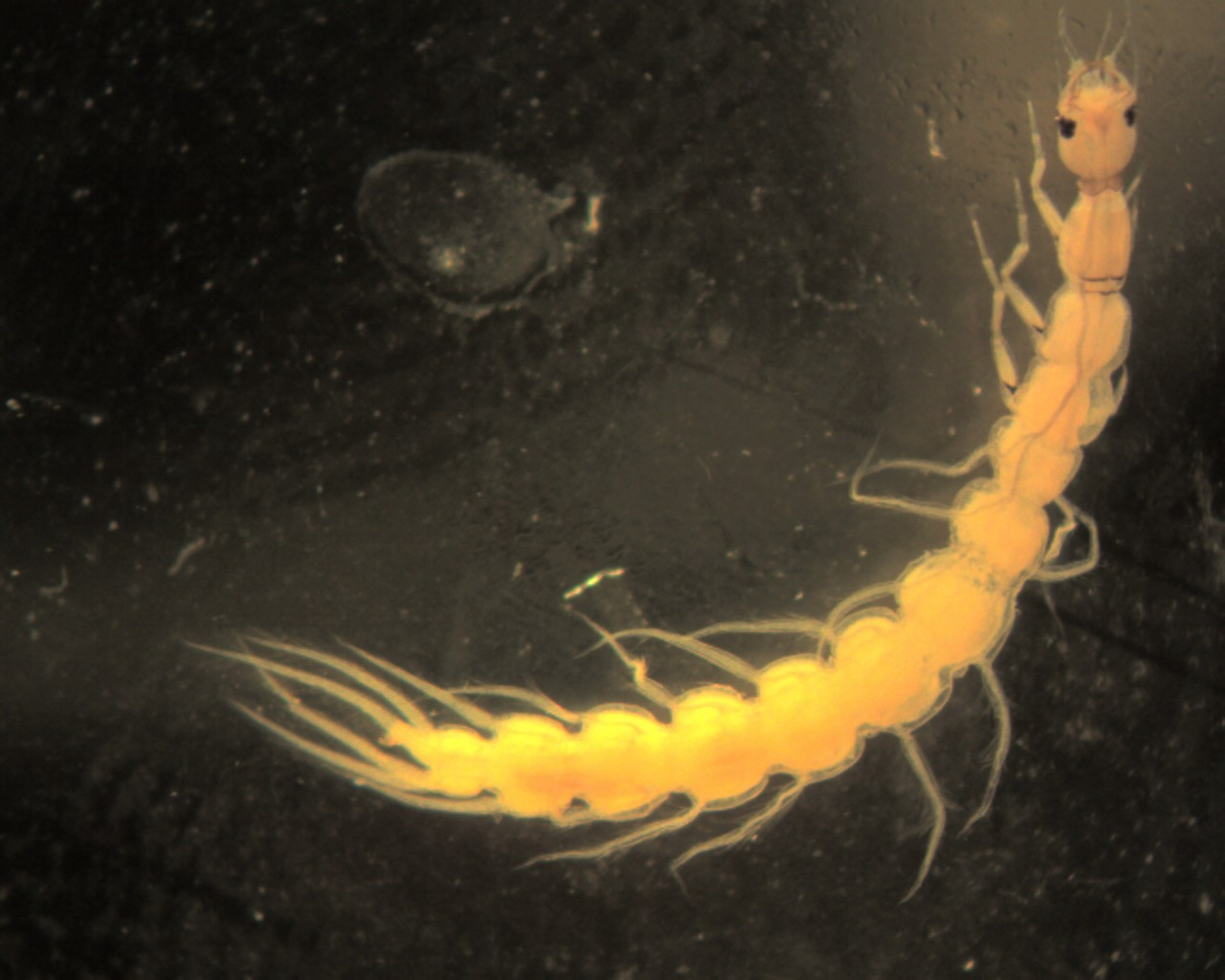
Larva

Los girínidos (Gyrinidae) son una familia de coleópteros adéfagos acuáticos, de 3 a 15 mm de longitud, con unas 800 especies descritas, en 11 géneros, con una distribución mundial, la gran mayoría en la subfamilia Gyrininae.

## Características
Presentan notables adaptaciones a su hábitat acuático: los ojos están subdivididos en dos mitades, una dorsal especializada en ver fuera del agua, y una ventral para ver dentro de ella; las patas, muy modificadas, constan de un par anterior largo y estrecho usado para capturar sus presas y un segundo y tercer pares reducidos, aplanados y transformados en paletas natatorias. 

## Historia natural
Forman colonias sobre la superficie del agua, por la que se deslizan a gran velocidad describiendo constantes curvas; en caso de peligro se sumergen. Son depredadores y cazan insectos acuáticos o caídos en el agua. Las larvas son también carnívoras, viven bajo el agua y respiran por traqueobranquias.